# Mr. Bones (videojuego)
Mr. Bones es un videojuego multigénero conceptualizado por Ed Annunziata, desarrollado por Zono y publicado por Sega para Sega Saturn en 1996. La banda sonora de ' 'Señor. Bones fue compuesta e interpretada por Ronnie Montrose, con escenas y recursos artísticos realizados por Angel Studios. El jugador asume el papel de un esqueleto reanimado que trabaja para evitar que el mago que lo revivió use su ejército de muertos vivientes para devastar el mundo. Gran parte del juego se basa en la gestión eficaz del "magnetismo esquelético", la magia que mantiene unido el cuerpo reanimado de Mr. Bones, y el juego permite y, en ocasiones, requiere que Mr. Bones opere con menos de un esqueleto completo.
El juego recibió críticas divisivas, algunos lo elogiaron como sorprendentemente original y otros lo criticaron como un juego de plataformas trillado y genérico.

## Historia
DaGoulian, un filósofo loco que cree que sólo se puede "asegurar la supervivencia del bien haciendo prosperar el mal", se propone purificar el mundo del mal. Al tocar un conjunto especial de tambores impulsados por la ciencia y la alquimia, puede aprovechar un poder primario que él llama "magnetismo esquelético" (o "esquelético") y convocar a los muertos de sus tumbas como sus soldados esqueléticos.
Un recluso del cementerio, sin embargo, es puro de corazón y, por lo tanto, resucita no con un esqueleto rojo (malo), sino con un esqueleto azul (bueno). Por eso conserva su libre albedrío. DaGoulian se da cuenta rápidamente de este hecho y ordena a su ejército recién creado que destruya a este rebelde, que se hace llamar simplemente "Mr. Bones".
Bones pronto se decide a detener el plan de DaGoulian. Debe encontrar una manera de contrarrestar el mal del esqueleto rojo antes de que los secuaces de DaGoulian lo alcancen.

## Jugabilidad
Una de las cualidades más distintivas de Mr. Bones es que tiene muy pocos niveles que comparten el mismo estilo de juego; Con sólo unas pocas excepciones, casi todos los niveles se ven y se sienten diferentes del resto. Algunos niveles simplemente cambian la perspectiva de la cámara, mientras que otros ofrecen su propio género distintivo. El hilo conductor más común a lo largo del juego es el de un juego de acción/plataforma con ligeras variaciones de jugabilidad y ángulo de visión por nivel, pero a veces los estilos divergen mucho más drásticamente, desde un juego de música/ritmo a un juego estilo Breakout a un juego de memorización. Una vez que se ha superado un nivel, el jugador puede regresar directamente a ese nivel desde el menú principal en cualquier momento que elija.
En lugar de una barra de salud normal, Mr. Bones tiene una provisión de esqueleto. Cuando su nivel esquelético cae, pierde gradualmente partes del cuerpo, reduciéndose a solo un cráneo y una columna en sus niveles más bajos. Las partes de su cuerpo perdidas permanecen en juego y se pueden volver a unir, aunque a menos que Mr. Bones las recupere. esquelético, la reinserción será frágil e incluso aterrizar desde una altura significativa hará que las piezas se caigan nuevamente. La física del juego también tiene en cuenta el estado de finalización de Mr. Bones; por ejemplo, si ha perdido ambas piernas gateará con los brazos, y no podrá correr ni saltar. En la mayoría de los niveles, Mr. Bones puede disparar un rayo desde su mano que destruye enemigos y restaura su nivel de esqueleto. También puede restaurar el esqueleto recolectando objetos azules.

## Desarrollo
Las cinemáticas fueron diseñadas y dirigidas por Allen Battino. El actor Fitz Houston fue la voz original de Mr. Bones, aunque otras partes fueron cambiadas a lo largo de los años. Fitz Houston también fue el vocalista de la canción "In This World".
Una demostración jugable de Mr. Bones se exhibió en la Electronic Entertainment Expo de mayo de 1996.
La música fue compuesta por el músico Ronnie Montrose. Esto fue parte de una tendencia más amplia de músicos establecidos a finales de la década de 1990 que compusieron música para videojuegos, siendo otros ejemplos Ian McDonald que compuso para Wachenröder y Stewart Copeland componiendo música para Spyro the Dragon.

## Recepción
Los críticos polarizados de Mr. Bones, que no estaban de acuerdo sobre si la jugabilidad era extraña y extraordinariamente original, o una plataforma mundana de "hop n bop". Tom Ham de GameSpot le dio una puntuación modesta pero una crítica implacablemente positiva, aplaudiendo los diseños de escenario únicos, las diferentes perspectivas, el personaje principal, el hermoso y espeluznante diseño visual y el blues-rock. banda sonora. Resumió el juego como "un fantástico juego de desplazamiento de varios niveles, musicalmente interactivo, que es sorprendentemente divertido de jugar". Los cuatro críticos de Electronic Gaming Monthly también quedaron cautivados, y Dan Hsu resumió: "Mr. Bones es completamente único; se puede decir que algunos verdaderos genios trabajaron en este proyecto". La mayoría de ellos comentaron que los diferentes tipos de juego en los muchos niveles son consistentemente ingeniosos y divertidos, aunque Sushi-X dijo que el juego es débil y que son las escenas de vídeo en movimiento completo, divertidas y audiovisualmente impresionantes, las que hacen que el juego sea divertido. Por el contrario, GamePro criticó completamente el juego, citando "gráficos sin terminar", IA enemiga injustamente difícil y "un juego insípido de hop-n-bop". Dijeron que la música es un punto positivo, pero el fondo palabra hablada en "Glass Shards" es molesto. Next Generation comentó que el concepto del juego es sorprendentemente inusual, pero que la mayoría de los niveles utilizan una jugabilidad de desplazamiento lateral "bastante promedio" que no está a la altura de la originalidad del concepto. Aun así, concluyeron que el juego era moderadamente atractivo debido a su humor y especialmente a su enorme duración. Lee Nutter, de la revista británica Sega Saturn, dijo que, debido en parte a su muy retrasada conversión a PAL, Mr. Bones estaba desactualizado en el momento de su lanzamiento en el Reino Unido. Sostuvo que los diferentes tipos de juego simplemente hacen que el juego parezca un juego de plataformas genérico con muchos minijuegos fuera de lugar. Sin embargo, su principal crítica fue que el juego es demasiado típicamente americano.